# Despair (niemiecki zespół muzyczny)
Despair – niemiecka grupa muzyczna wykonująca speed/thrash metal. Powstała 1986 roku w Dortmundzie. Grupa funkcjonowała do 1993.
Despair był pierwszym zespołem w katalogu Century Media Records - obecnie jednej z największych wytwórni płytowych  specjalizujących się w muzyce metalowej.
W jej składzie byli dwaj muzycy polskiego pochodzenia Waldemar Sorychta i Marek Grzeszek (zm. 2013).

## Dyskografia
- Surviving You Always (demo, 1988)
- History of Hate (1988)
- Decay of Humanity (1990)
- Slow Death (EP, 1991)
- Beyond All Reason (1992)